# Phlox

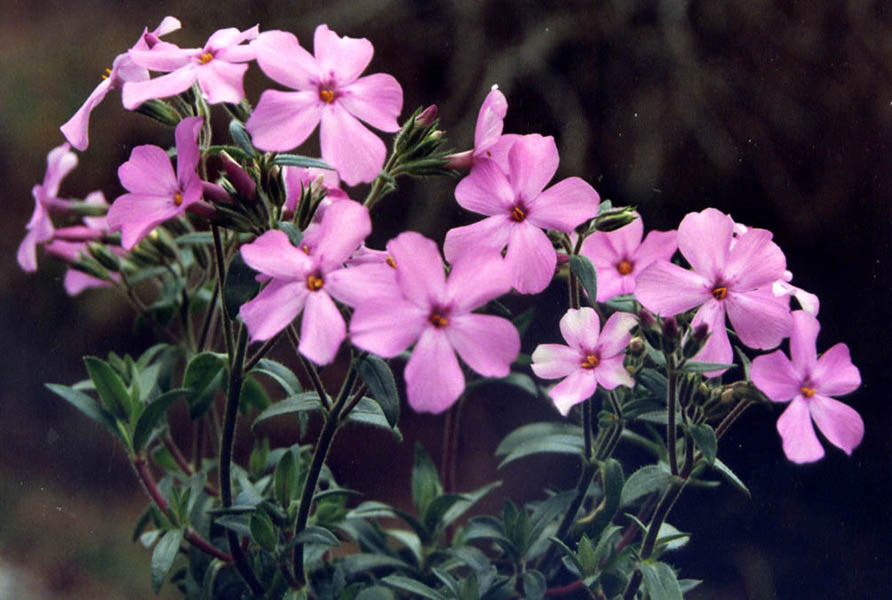
Phlox amoena

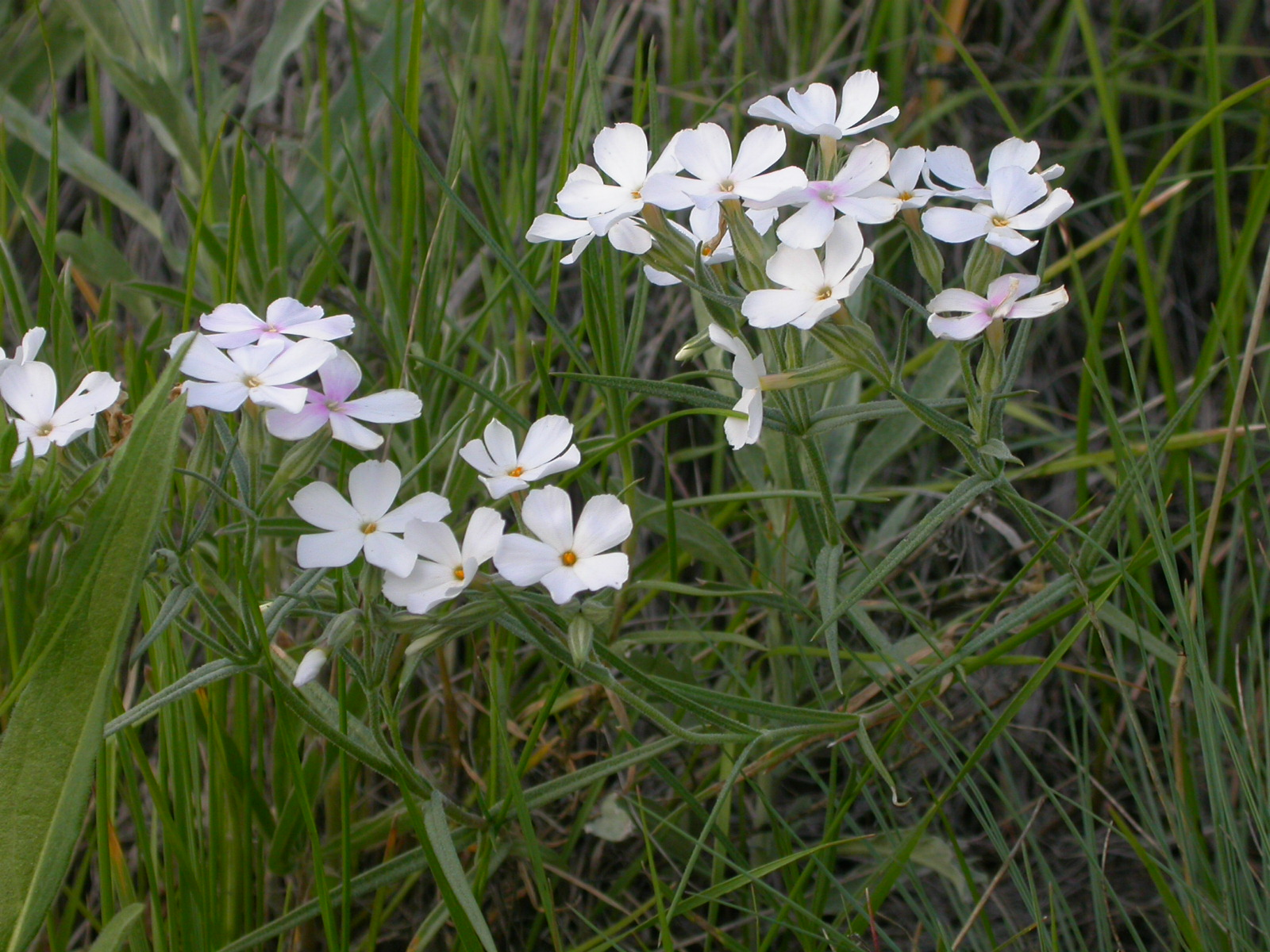
Phlox longifolia

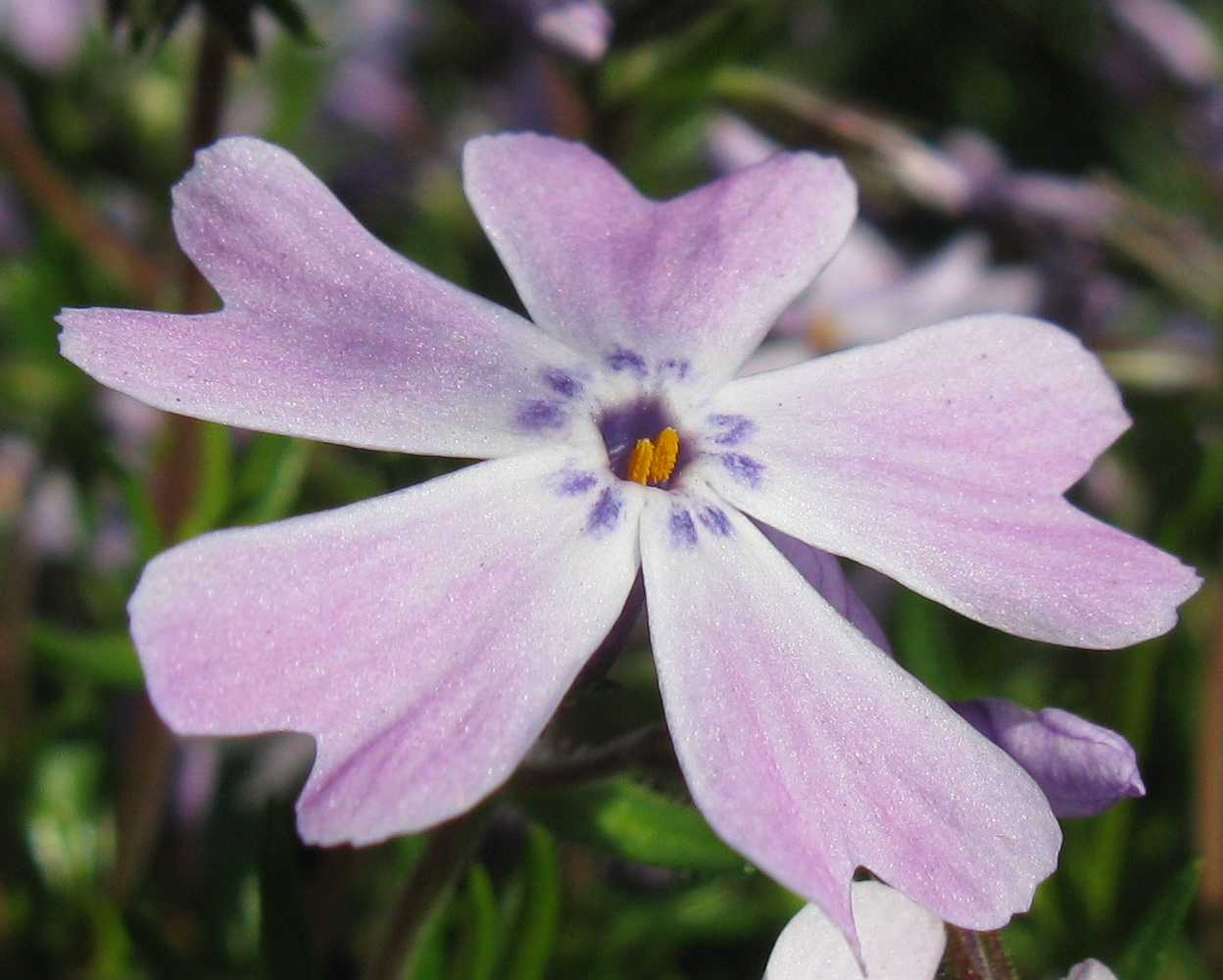
Phlox subulata

A Phlox a hangavirágúak (Ericales) rendjébe és a csatavirágfélék (Polemoniaceae) családjába tartozó nemzetség.

## Rendszerezés
A nemzetségbe az alábbi 85 faj tartozik:
- Phlox aculeata A. Nelson
- Phlox acuminata Pursh
- Phlox adsurgens Torr. ex A. Gray
- Phlox alaskensis Jordal
- Phlox albomarginata M.E. Jones
- Phlox alyssifolia Greene
- Phlox amabilis Brand
- Phlox amoena Sims
- Phlox amplifolia Britton
- Phlox andicola (Britton) E.E. Nelson
- Phlox austromontana Coville
- Phlox azurea Glad. L. Sm.
- Phlox bifida L.C. Beck
- Phlox bryoides Nutt.
- Phlox buckleyi Wherry
- Phlox caespitosa Nutt.
- Phlox canescens Torr. & A. Gray
- Phlox carolina L.
- Phlox caryophylla Wherry
- Phlox cluteana A. Nelson
- Phlox colubrina Wherry & Constance
- Phlox condensata (A. Gray) E.E. Nelson
- Phlox covillei E.E. Nelson
- Phlox cuspidata Scheele
- Phlox diffusa Benth.
- Phlox dispersa Sharsm.
- Phlox divaricata L.
- Phlox dolichantha A. Gray
- Phlox douglasii Hook.
- Phlox drummondii Hook.
- Phlox floridana Benth.
- Phlox glaberrima L. - típusfaj
- Phlox glabriflora Whiteh.
- Phlox gladiformis (M.E. Jones) E.E. Nelson
- Phlox glutinosa Buckley
- Phlox grahamii Wherry
- Phlox grayi Wooton & Standl.
- Phlox griseola Wherry
- Phlox hendersonii (E.E. Nelson) Cronquist
- Phlox hentzii Nutt.
- Phlox hirsuta E.E. Nelson
- Phlox hoodii Richardson
- Phlox idahonis Wherry
- Phlox jonesii Wherry
- Phlox kelseyi Britton
- Phlox lanata Piper
- Phlox lighthipei Small
- Phlox linearifolia (Hook.) A. Gray
- Phlox longifolia Nutt.
- Phlox longipilosa Waterf.
- Phlox lutescens (S.L. Welsh) S.L. Welsh
- Phlox maculata L.
- Phlox mesoleuca Greene
- Phlox mollis Wherry
- Phlox multiflora A. Nelson
- Phlox muscoides Nutt.
- Phlox nana Nutt.
- Phlox nivalis Lodd.
- Phlox oklahomensis Wherry
- Phlox ovata L.
- lángvirág (Phlox paniculata) L.
- Phlox pattersonii Prather
- Phlox peckii Wherry
- Phlox pilosa L.
- Phlox pulcherrima (Lundell) Lundell
- Phlox pulvinata (Wherry) Cronquist
- Phlox pungens Dorn
- Phlox richardsonii Hook.
- Phlox roemeriana Scheele
- Phlox sibirica L.
- Phlox speciosa Pursh
- Phlox stansburyi (Torr.) A. Heller
- Phlox stolonifera Sims
- Phlox subulata L.
- Phlox suksdorfii (Brand) H. St. John
- Phlox superba Brand
- Phlox tenuifolia E.E. Nelson
- Phlox tenuis (A. Gray) E.E. Nelson
- Phlox texensis (Lundell) Lundell
- Phlox triovulata Thurb. ex Torr.
- Phlox tumulosa Wherry
- Phlox viridis E.E. Nelson
- Phlox viscida E.E. Nelson
- Phlox walteri (A. Gray) Chapm.
- Phlox woodhousei (A. Gray) E.E. Nelson